# Laeonereis ankyloseta
Laeonereis ankyloseta är en ringmaskart som beskrevs av Francis Day 1957. Laeonereis ankyloseta ingår i släktet Laeonereis och familjen Nereididae.
Artens utbredningsområde är Moçambique. Inga underarter finns listade i Catalogue of Life.